# Stenocyarda salsolae
Stenocyarda salsolae är en insektsart som beskrevs av Rauno E. Linnavuori 1973. Stenocyarda salsolae ingår i släktet Stenocyarda och familjen Flatidae. Inga underarter finns listade i Catalogue of Life.